# Ventura Madero y Montoliú
Ventura Madero y Montoliú de Rojas o Roxas fue un calígrafo y comediógrafo español, nacido tal vez en Valencia, que estuvo activo entre 1802 y 1817 y se encubrió casi siempre bajo el criptónimo V. M. Y M. DE R.

## Biografía
Poco se sabe sobre él, solamente lo que ha espigado Rosa Sanz Hermida. Fue, al parecer, como diestro pendolista, un ferviente admirador de Pedro Díaz Morante, los tomos de cuyo Nuevo Arte... (Madrid, 1623) copió íntegramente, añadiéndole una introducción y biografía del autor. Su nombre aparece también como Ventura Madero Rojas. Estudió en el Real Seminario de Nobles de Valencia, por lo que debía ser al menos de origen hidalgo. Publicó un Arte para escribir la letra de Imprenta en tres meses sin necesidad de Maestro (Valencia, 1802), algunas comedias y sobre todo sainetes y melólogos, alguno tan famoso (aparecieron ocho ediciones el mismo año de su impresión en Cartagena, Mallorca, Madrid, Valencia...) como el vitriólico La muerte de Murat (1808), que mereció una continuación apócrifa de Timoteo de Paz y del Rey, seguramente un pseudónimo, (Segunda parte de la muerte de Murat. Escena uni-personal. Joco-seria. para diversion de qualquiera casa particular, Madrid, Benito Cano, 1808).

## Obras
- Arte para escribir la letra de Imprenta en tres meses sin necesidad de Maestro, Valencia, 1802. El autógrafo original está dedicado a don  Manuel Godoy, Príncipe de la Paz.
- La muerte de Murat. Escena trágica, o bien sea semi-unipersonal joco-seria, 1808, melólogo, impreso ocho veces en el mismo año y en 1820.
- Triunfos de España en Figueras y heroísmo de Rovira, Valencia: imprenta de Salvador Fauli, 1811, comedia en un acto sobre la hazaña del sacerdote y coronel gerundense Francisco Rovira y Sala (1769-1820) al reconquistar Figueras a los franceses en 1811.
- Por apretar la clavija se suele romper la cuerda, saynete nuevo para siete personas, Valencia: Ferrer de Orga, 1811. Sainete.
- Saynete nuevo titulado: Más cura amor que botica y doctor. Valencia: imprenta de Estevan, 1816.
- Saynete titulado Don Marcelino, el letrado, Valencia: Oficina de Estevan, 1816. Sainete.
- Los dos hermanos, el uno glotón y el otro desmemoriado, Valencia: Oficina de Estevan, 1816.
- Saynete nuevo intitulado Las andaluzas y Manolo. Valencia: Estevan, 1816.
- Saynete nuevo intitulado La burla del miserable. Valencia: Estevan, 1816.
- Los tres huéspedes burlados. Valencia: oficina de Estevan, 1816.
- El estudiante burlado o El licenciado Candonga, Valencia: Martín Perís, 1817. Sainete.
- Abelardo, ó, El amante de Heloisa: escena unipersonal tragica, Valencia: imprenta de Estevan, 1817, melólogo.
- Saynete nuevo intitulado: El Vizconde de Atrofrox, para seis personas. Valencia: imprenta de Estevan, 1817.
- Comedia jocosa en un acto titulada: El usurero burlado, ó La batalla fingida, Valencia: Imprenta y librería de Estevan, 1817.
- La venganza más chistosa que en el Trench dio un atunero. Valencia: imprenta de Estevan, 1817.Es para veinte personas.